# Sárisáp
Sárisáp é um município da Hungria, situado no condado de Komárom-Esztergom. Tem 14,22 km² de área e sua população em 2015 foi estimada em 2.674 habitantes.